# Juanjo Camacho
Juan José Camacho Barnola (ur. 2 sierpnia 1980 w Walencji) – hiszpański piłkarz występujący na pozycji pomocnika w SD Huesca.

## Statystyki klubowe
| Sezon   | Klub                 | Kraj      | Liga                    | Mecze | Bramki |
| ------- | -------------------- | --------- | ----------------------- | ----- | ------ |
| 1998/99 | Real Saragossa B     | Hiszpania | Segunda División B      | 31    | 3      |
| 1999/00 | Real Saragossa B     | Hiszpania | Segunda División B      | 40    | 4      |
| 2000/01 | Recreativo Huelva    | Hiszpania | Segunda División        | 15    | 1      |
| 2001/02 | Real Madryt Castilla | Hiszpania | Segunda División B      | 34    | 3      |
| 2002/03 | Livingston           | Szkocja   | Scottish Premier League | 24    | 3      |
| 2003/04 | Livingston           | Szkocja   | Scottish Premier League | 6     | 1      |
| 2004/05 | Real Saragossa       | Hiszpania | Primera División        | 5     | 0      |
| 2005/06 | UE Lleida            | Hiszpania | Segunda División        | 15    | 1      |
| 2006/07 | SD Huesca            | Hiszpania | Segunda División B      | 37    | 10     |
| 2007/08 | Vecindario           | Hiszpania | Segunda División B      | 36    | 7      |
| 2008/09 | SD Huesca            | Hiszpania | Segunda División        | 39    | 3      |
| 2009/10 | SD Huesca            | Hiszpania | Segunda División        | 40    | 8      |
| 2010/11 | SD Huesca            | Hiszpania | Segunda División        | 41    | 13     |
| 2011/12 | SD Huesca            | Hiszpania | Segunda División        | 40    | 11     |
| 2012/13 | SD Huesca            | Hiszpania | Segunda División        | 39    | 5      |
| 2013/14 | SD Huesca            | Hiszpania | Segunda División B      | 35    | 13     |
| 2014/15 | SD Huesca            | Hiszpania | Segunda División B      | 42    | 13     |
| 2015/16 | SD Huesca            | Hiszpania | Segunda División        | 40    | 2      |
| 2016/17 | SD Huesca            | Hiszpania | Segunda División        | 18    | 2      |
| 2017/18 | SD Huesca            | Hiszpania | Segunda División        | 18    | 0      |
| 2018/19 | SD Huesca            | Hiszpania | Primera División        | 3     | 0      |

Stan na: 20 maja 2019 r.